# Typhae

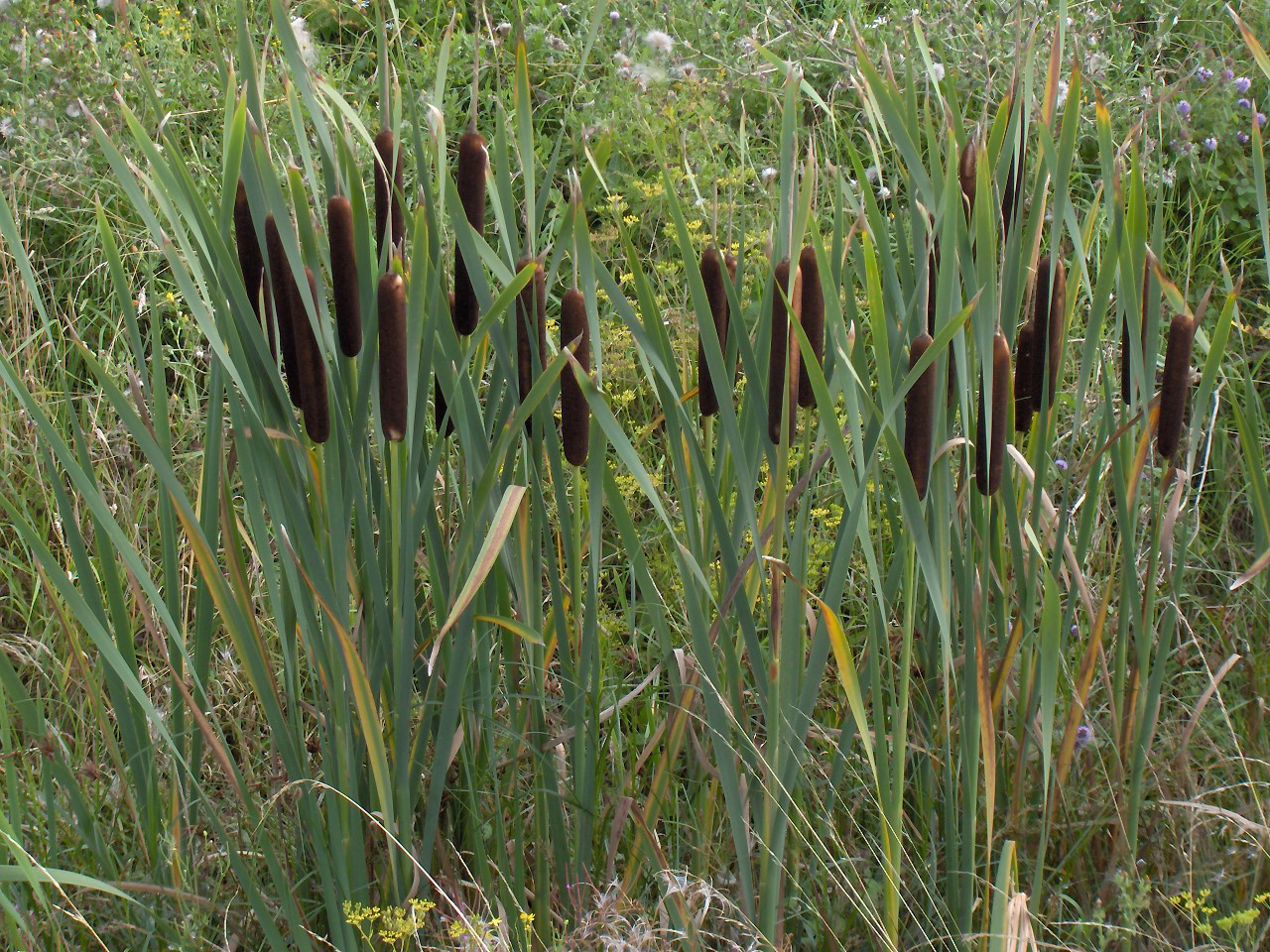
Typha

Typhae, na classificação taxonômica de Jussieu (1789), é uma ordem botânica da classe Monocotyledones com estames hipogínicos (quando os estames se inserem no receptáculo da flor abaixo do nível do ovário).
Apresenta os seguintes gêneros:
- Typha, Sparganium.